# Championnats du monde de vol à ski 1998
Navigation
Kulm 1996 Vikersund 2000
La 15e édition des championnats du monde de vol à ski s'est déroulée du 24 janvier 1998 au 25 janvier 1998 à Oberstdorf en Allemagne qui organise pour la quatrième fois la compétition.

## Résultats

### Individuel
| Médaille | Concurrent        | Points |
| Or       | Kazuyoshi Funaki  | 776.4  |
| Argent   | Sven Hannawald    | 769.9  |
| Bronze   | Dieter Thoma      | 749.9  |
| 4e       | Henning Stensrud  | 733.7  |
| 5e       | Lasse Ottesen     | 730.4  |
| 6e       | Primož Peterka    | 714.9  |
| 7e       | Kristian Brenden  | 707.5  |
| 8e       | Janne Ahonen      | 702.8  |
| 9e       | Andreas Widhoelzl | 685.2  |
| 10e      | Hansjoerg Jaekle  | 684.7  |